# (26308) 1998 SM165
(26308) 1998 SM165は太陽系外縁天体の一つである二重小惑星。1998年9月16日にNichole M. Danzlによって発見された。

## 軌道

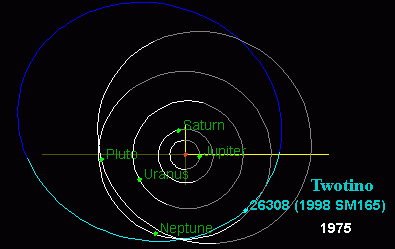

1998 SM165は軌道長半径がカイパーの崖と呼ばれるカイパーベルト外縁部にあたる。海王星と1:2で軌道共鳴する共鳴外縁天体で、小惑星センター(MPC)とディープ・エクリプティック・サーベイ(DES)の両方のリストでトゥーティノ族とされて おり、海王星が2回公転する間に1回公転する。

## 物理特性
スピッツァー宇宙望遠鏡とハッブル宇宙望遠鏡による観測は同程度のアルベドの構成要素を想定して密度の推定を可能にした。
測定の結果、0.51 +0.29
−0.14 g/cm3 で二重小惑星(47171) 1999 TC36の冥王星族の密度(0.3–0.8 g/cm3
)や土星の月のヒペリオンの密度(0.567 ± 0.102 g/cm3 )と類似しており、このような低密度は小惑星が非常に多孔質の氷でできていることを示している。

## 伴星
S/2001 (26308) 1と名づけられた衛星を持っている。96±12kmの直径であり、距離は11,310±110kmほどである。本体に対して衛星が大きいため二重小惑星とも見られる。円軌道と仮定した場合130.1±1日の軌道周期になる。

## 註
1. 1 2  “MPEC 2009-J35 :Distant Minor Planets (2009 MAY 29.0 TT)”.   Minor Planet Center (2009年5月8日). 2009年5月12日閲覧。
2. 1 2  Marc W. Buie (2007年9月11日). “Orbit Fit and Astrometric record for 26308”.   SwRI (Space Science Department). 2009年5月12日閲覧。
3. ↑  “JPL Small-Body Database Browser: 26308 (1998 SM165)” (2007年9月11日). 2009年5月12日閲覧。
4. 1 2  johnstonsarchive page for (26308) 1998 SM165 and S/2001 (26308) 1
5. 1 2 3 4 5 6  J. Spencer,  J. Stansberry,  W. Grundy,  K. Noll (2006年9月). “A Low Density for Binary Kuiper Belt Object (26308) 1998 SM165”.   American Astronomical Society. 2009年9月12日閲覧。
6. ↑  
J. Stansberry, W. Grundy, J-L. Margot, D. Cruikshank, J. Emery,  G. Rieke, D. Trilling (May 2006). “The Albedo, Size, and Density of Binary Kuiper Belt Object (47171) 1999 TC36”. The Astrophysical Journal 643. arXiv:astro-ph/0602316. Bibcode: 2006ApJ...643..556S. doi:10.1086/502674.
7. ↑  Jacobson, R. A.; Antreasian, P. G.; Bordi, J. J.; Criddle, K. E.; et al. (December 2006). “The Gravity Field of the Saturnian System from Satellite Observations and Spacecraft Tracking Data”. The Astronomical Journal 132:  2520–2526. Bibcode: 2006AJ....132.2520J. doi:10.1086/508812.